# 北原白秋記念館
北原白秋記念館（きたはらはくしゅうきねんかん）は福岡県柳川市にある博物館・文学館。北原白秋生誕百年にあたる1985年に開館した。

## 概要
詩人北原白秋の顕彰を主たる目的の一つとして柳川市が開設した柳川市立歴史民俗資料館の施設。運営・管理は（公財）北原白秋生家記念財団が担う。建物は旧北原家敷地内の北原白秋生家の裏庭に隣接する。館内においては北原白秋の生涯と作品、白秋を育んだ柳川の歴史文化に関する資料の保存と展示公開を行う。

## 施設
- 1階

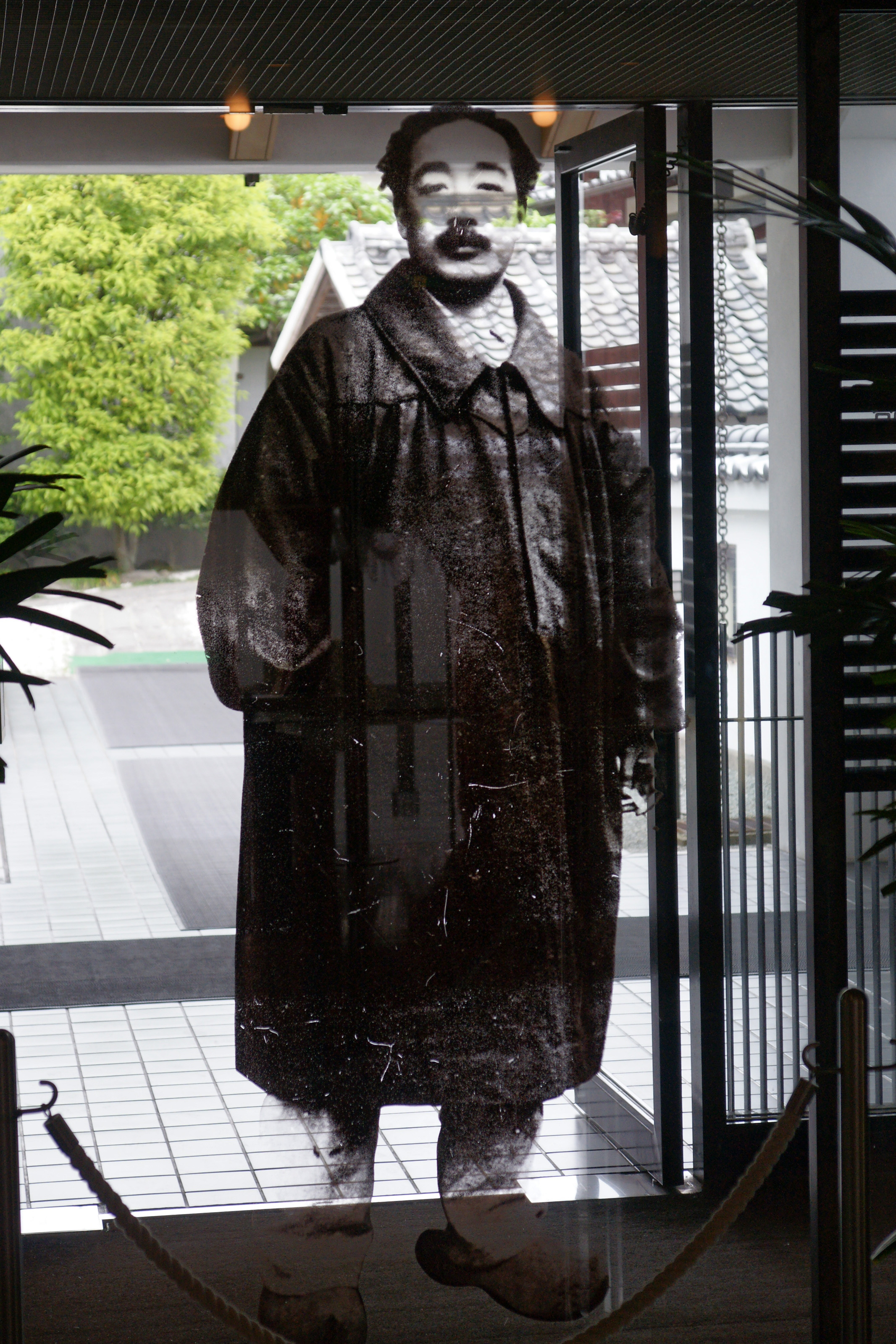
玄関自動ドア

  - 第一展示室 - 柳川の歴史民俗、伝統工芸に関する展示
  - 研究室・管理室
  - 燻蒸室・仮収蔵庫
  - 屋外展示 - 木造漁船を展示
- 2階
  - 第二展示室 - 北原白秋に関する展示
  - ビデオシアター - 三面マルチ映像システムによる白秋と柳川の歴史民俗に関する作品を常時上映する。
  - 倉庫
- 3階
  - 収蔵庫
  - 研修室
  - 特別収蔵庫
  - 倉庫

## 利用情報
- 所在地：〒832-0065 福岡県柳川市矢留本町40番地11[2]
- 開館時間：9:00 - 17:00[4]
- 休館日：年末年始（12月29日 - 1月3日）[4]

## 交通アクセス
- 西鉄天神大牟田線柳川駅下車の上、
  - 西鉄バス「早津江」行きに乗車、「水天宮入口」バス停にて下車、徒歩5分
  - 同バス「早津江」行き、または「柳川病院循環」に乗車、「御花前」バス停にて下車、徒歩7分
  - 堀川バス「亀の井ホテル柳川」行きに乗車、終点の同バス停にて下車、徒歩9分
  - 同駅よりタクシーで約10分
- マイカーの場合、九州自動車道みやま柳川インターチェンジより約11km。

## 周辺
- 北原白秋生家（隣接） - 福岡県文化財指定史跡
- 立花氏庭園（御花・松濤園） - 国の名勝
- 旧戸島家住宅 - 国の名勝
- 沖端水天宮
- 矢留大神宮